# ابرگرانش
در فیزیک نظری، اَبَرگرانش (نظریه ابرگرانش) (به انگلیسی: Supergravity) یک نظریه میدان است که اصول ابرتقارنی و نسبیت عام را ترکیب می نماید. این دو روی هم ایجاب می‌کنند که در ابرگرانش، ابرتقارن یک تقارن محلی باشد(بر خلاف نظریه‌های ابرتقارنی غیرگرانشی مانند مدل استاندارد ابرتقارنی مینیمال). از آنجا که تولیدکنندگان ابرتقارن با گروه پوانکاره بهم پیچیده‌اند تا تشکیل یک جبر اَبَر-پوانکاره دهند، می‌توان مشاهده کرد که ابرگرانش به‌طور طبیعی از ابرتفارن نتیجه می‌شود.
درواقع فیزکدانان دریافتند که می‌توان نظریه گرانش انیشتن را تنها با معرفی یک میدان جدید یعنی یک ابر زوج برای میدان اصلی گرانش ابر تقارن ساخت . اساس این نظریه ذرات نقطه ای بودند .